# Шрінатхджі

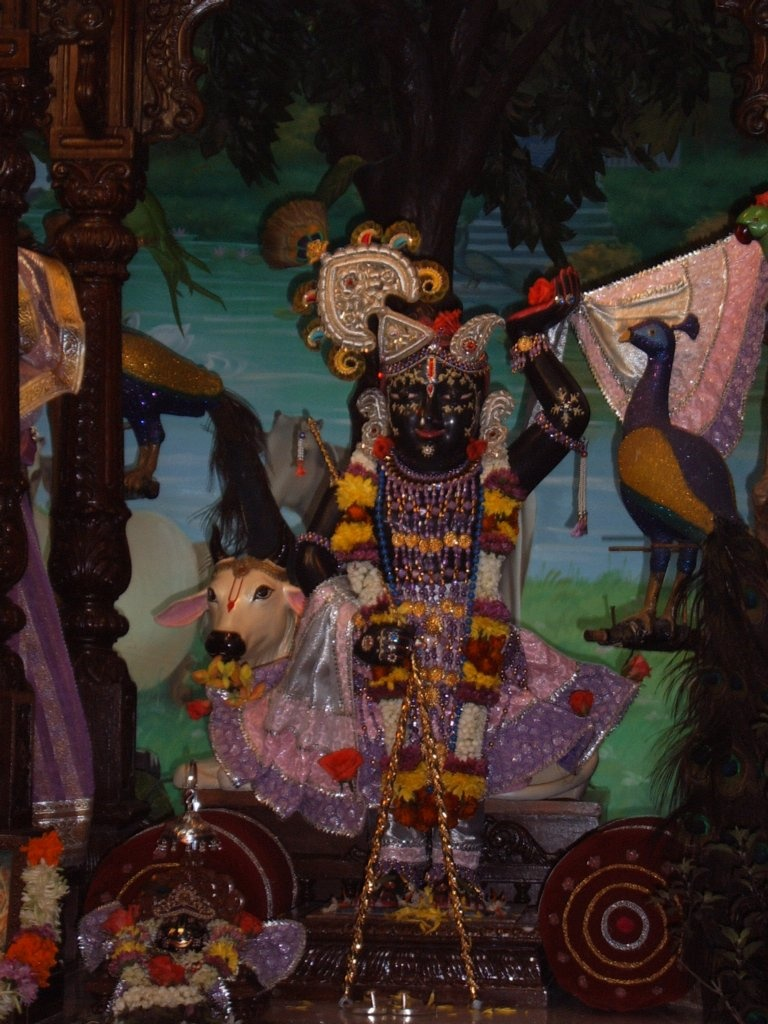
Божество Шрінатхджі

Шрінатхджі або Шрі Натхджі - відоме індуїстська божество Крішни в місті Натхдваре в Раджастхан. Є основним об'єктом поклоніння ввайшнавской кришнаитской традиції пуштімарга, заснованої ачарьев Валлабга. Божество Шрінатхджі зображує Крішну-дитини, що піднімає пагорб Говардхана мізинцем лівої руки для захисту мешканців Вріндаван и від проливних дощів, які були надіслані Индрой, - епізод, описуваний в «Бхагавата-пуране». Культ Шрінатхджі найбільш популярний серед гуджаратци.
Спочатку божество було виявлено вайшнавский святим Мадхавендрой Пурі в регіоні Врадж і, на священному пагорбі Говардхану і потім встановлено для поклоніння на його вершині. В XVI століття, щоб захистити Шрі Натхджі від антііндуїстскої кампанії могольского імператора Аурангзеба, руйнувавшого індуїстські храми, божество було перенесено в Раджастхан. Згідно з легендою, Крішна сам побажав залишитися в цьому місці. Коли караван, який перевозив божество в безпечне місце з Вріндаван и зупинився на місці майбутнього храму, колеса воза, на якій знаходилося божество, глибоко загрузли в багнюці. Ніякими зусиллями візок не вдалося зрушити з місця. Супроводжував божество пуджарі зрозумів, що це була воля самого Крішни, який побажав залишитися тут. Незабаром на цьому місці був побудований храм, який з тих пір є важливим місцем паломництва. Величезна кількість паломників приїжджає сюди по великих індуїстським фестивалям, особливо в джанмаштамі. Пуджарі, що поклоняються божеству в храмі, є нащадками Валлабхі.